# ورد مغبر
ورد مغبر (الاسم العلمي:Rosa pulverulenta) هو نوع من النباتات يتبع جنس الورد من الفصيلة الوردية.